# Tachytrechus fusciformis
Tachytrechus fusciformis är en tvåvingeart som först beskrevs av Becker 1922.  Tachytrechus fusciformis ingår i släktet Tachytrechus och familjen styltflugor. Inga underarter finns listade i Catalogue of Life.